# Pseudomops affinis
Pseudomops affinis es una especie de cucaracha del género Pseudomops, familia Ectobiidae. Fue descrita científicamente por Burmeister en 1838.
Habita en Guyana, Surinam, Guayana Francesa y Brasil.